# Nicolas Lancret

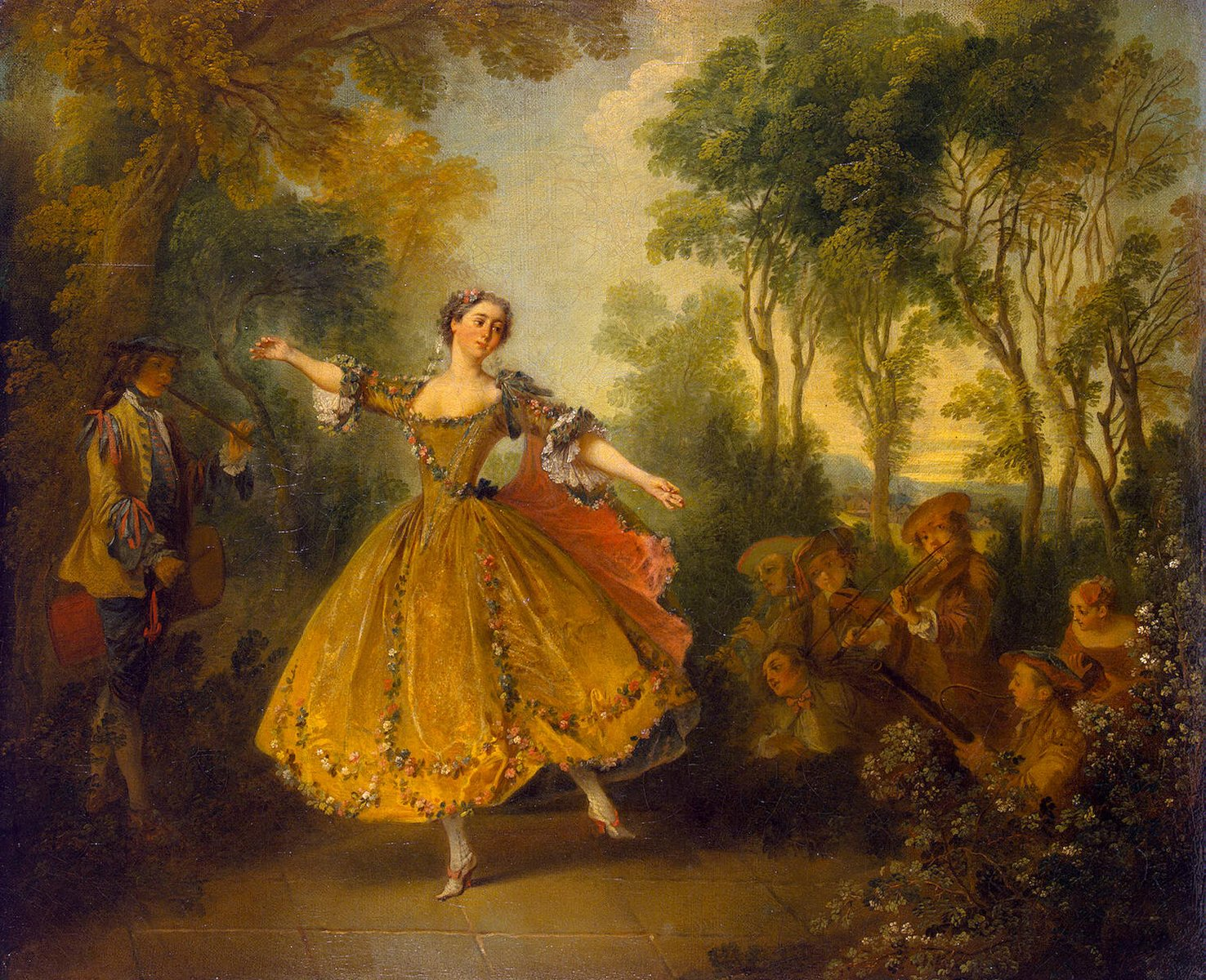
Nicolas Lancret – Ballerinan Marie Camargo (cirka 1730)

Nicolas Lancret, född 22 januari 1690 i Paris, död 14 september 1743 i Paris, var en fransk målare.

## Biografi
Lancret var tillsammans med Antoine Watteau elev till Claude Gillot. Lancret utförde i huvudsak fête galante- och commedia dell'arte-motiv. Efter Watteaus död 1721 och Gillots död året därpå blev Lancret vid sidan av Jean-Baptiste Pater den ledande målaren av fête galante-genren.

## Målningar (urval)
- Avskedet
- Elegant sällskap i det fria (cirka 1719)
- Konung Ludvig XV:s högtidliga myndighetsförklaring (1723)
- Ballerinan Marie Camargo (cirka 1730)
- Gungan (cirka 1735)
- Dansnöje i slottspark (cirka 1735)
- Skridskorna snörs på (cirka 1740)